# Organisation des travailleurs révolutionnaires
L'Organisation des travailleurs révolutionnaires (Union communiste internationaliste) (OTR-UCI) est une organisation communiste révolutionnaire d'inspiration trotskiste, présente en Haïti. Elle est membre de l'Union communiste internationaliste (trotskiste). 

## Presse
L'organisation publie le journal mensuel La Voix des travailleurs.